# Курнанель
Курнане́ль (фр. Cournanel) — коммуна во Франции, находится в регионе Лангедок — Руссильон. Департамент коммуны — Од. Входит в состав кантона Лиму. Округ коммуны — Лиму.
Код INSEE коммуны — 11105.

## Население
Население коммуны на 2008 год составляло 644 человека.
| 1962 | 1968 | 1975 | 1982 | 1990 | 1999 | 2008 |
| ---- | ---- | ---- | ---- | ---- | ---- | ---- |
| 281  | 246  | 279  | 344  | 502  | 524  | 644  |

## Экономика
В 2007 году среди 408 человек в трудоспособном возрасте (15—64 лет) 299 были экономически активными, 109 — неактивными (показатель активности — 73,3 %, в 1999 году было 75,1 %). Из 299 активных работали 266 человек (143 мужчины и 123 женщины), безработных было 33 (15 мужчин и 18 женщин). Среди 109 неактивных 30 человек были учениками или студентами, 40 — пенсионерами, 39 были неактивными по другим причинам.